# Julio Traversa
Julio C. Traversa (n. Génova, Italia; 1886 - f. Buenos Aires, Argentina ; 20 de enero de 1958) fue un actor, autor, director, administrador y empresario teatral italiano que hizo toda su carrera en Argentina.

## Carrera
Traversa fue un primer actor teatral argentino que incursionó en la época dorada cinematográfica junto a figuras de renombre como Hugo del Carril, Libertad Lamarque, Amelia Lamarque, Perla Mary, Eloy Álvarez, Miguel Gómez Bao, Cirilo Etulain, Malisa Zini, Alberto Terrones, Elena Lucena y Adolfo Meyer.

### Filmografía
- 1917: América
- 1938: Madreselva
- 1940: El ángel de trapo
- 1948: Emigrantes.[2]

### Teatro
Julio Traversa actuó en el escenario argentino por más de cincuenta años. Debutó con la Compañía Nacional de los hermanos Pablo Podestá y José Podestá. Ya en la década del '20  pasó por varias y populares Compañías siendo una de las más importantes en su carrera la del actor César Ratti. Otras fueron la  "Compañía Morganti-Gutierrez" , la  "Compañía Marcelo Ruggero", "Compañía de Roberto Casaux", la "Compañía de Dealessi- Camiña- Caplan- Serrano" y la "Compañía de Olinda Bozán".
Se lució en famosos e históricos teatros como el Teatro Apolo, el Teatro Maipo, el  Teatro Sarmiento y el Teatro Smart.
También fue autor teatral de algunas obras como El taita del triunvirato, Gaitano Cantalamessa, Un autor en busca de seis personajes y El seminarista. Entre otras de sus actividades esta como el de administrador del Apolo y como director general del Teatro Municipal y durante 1950 del Teatro Colón.
Entre sus numerosas obras se encuentran:
- Dicha funesta (1907)
- El epiléptico (1908)
- El derecho de matar (1909)
- El taita del triunvirato (1922).[5]
- El Knock out del campeón (1922).[6]
- El seminarista: creced y multiplicaos (1923).[7]
- La luz del cabaret(1923).[8]
- El casamiento de Guidobono: Pequeñas delicias de la vida conyugal (1925).[9]
- Un autor en busca de seis personajes (1924)
- La vuelta al nido (1925)
- La familia tiene un héroe (1926).[10]
- La hija de papá (1926)
- La mujer que a mi me gusta (1927)
- Bracaman (1928), en una obra de Manuel Sofovich.[11]
- Gaitano Cantalamessa (1928)
- La muñeca de la Gringa: ópera barata (1932)
- A'Festa de Santa'Angela (1933)
- ¡Sisebuta dictadora!  (1940)